# Kongres Sjedinjenih Američkih Država
Kongres Sjedinjenih Američkih Država (eng. United States Congress) zakonodavno je tijelo federalne vlasti Sjedinjenih Američkih Država. Kongres se sastaje u glavnom gradu SAD-a Washingtonu. Sastoji se od dva doma: Zastupničkog doma (eng. House of Representatives) i Senata (eng. Senate).
Zastupnički dom ima 435 članova od kojih svaki predstavlja kongresni okrug i služi mandat od dvije godine. Zastupnička mjesta su podijeljena između država prema broju stanovnika. S druge strane, svaka država ima dva senatora bez obzira na broj stanovnika. Bira se sto senatora koji služe mandat od šest godina. Svake dvije godine bira se otprilike trećina senatora. I senatori i zastupnici biraju se direktnim izborima većinskim sustavom.
Ustav Sjedinjenih Američkih Država dodjeljuje Kongresu sve zakonodavstvene ovlasti federalne vlasti. Nadležnosti Kongresa su ograničene na one nabrojane u Ustavu; sve ostale su dodijeljene saveznim državama i stanovništvu. Svojim uredbama Kongres može uređivati trgovinu među saveznim državama i vanjsku trgovinu, nametati poreze, organizirati federalne sudove, upravljati oružanim snagama, proglasiti rat i provoditi druge potrebne odluke.
Dom i Senat su ravnopravni domovi, no postoje neke specijalne ovlasti dodijeljene samo jednom domu. Senatov savjet i odobrenje potrebni su za potvrđivanje predloženih kandidata za predsjednika, visokih dužnosnika u izvršnoj vlasti i sudaca, kao i za potvrđivanje ugovora koje dogovori predsjednik. Svi zakoni za prikupljanje prihoda moraju nastati u Zastupničkom domu a ne u Senatu, no Senat ih može odbiti i predlagati amandmane na njih.

## Zastupnici hrvatskog podrijetla
- George Radanovich
- Mark Begich

## Vanjske poveznice
- Stranica Zastupničkog doma (engl.)
- Stranica Senata (engl.)